# Vogel (kráter na Měsíci)

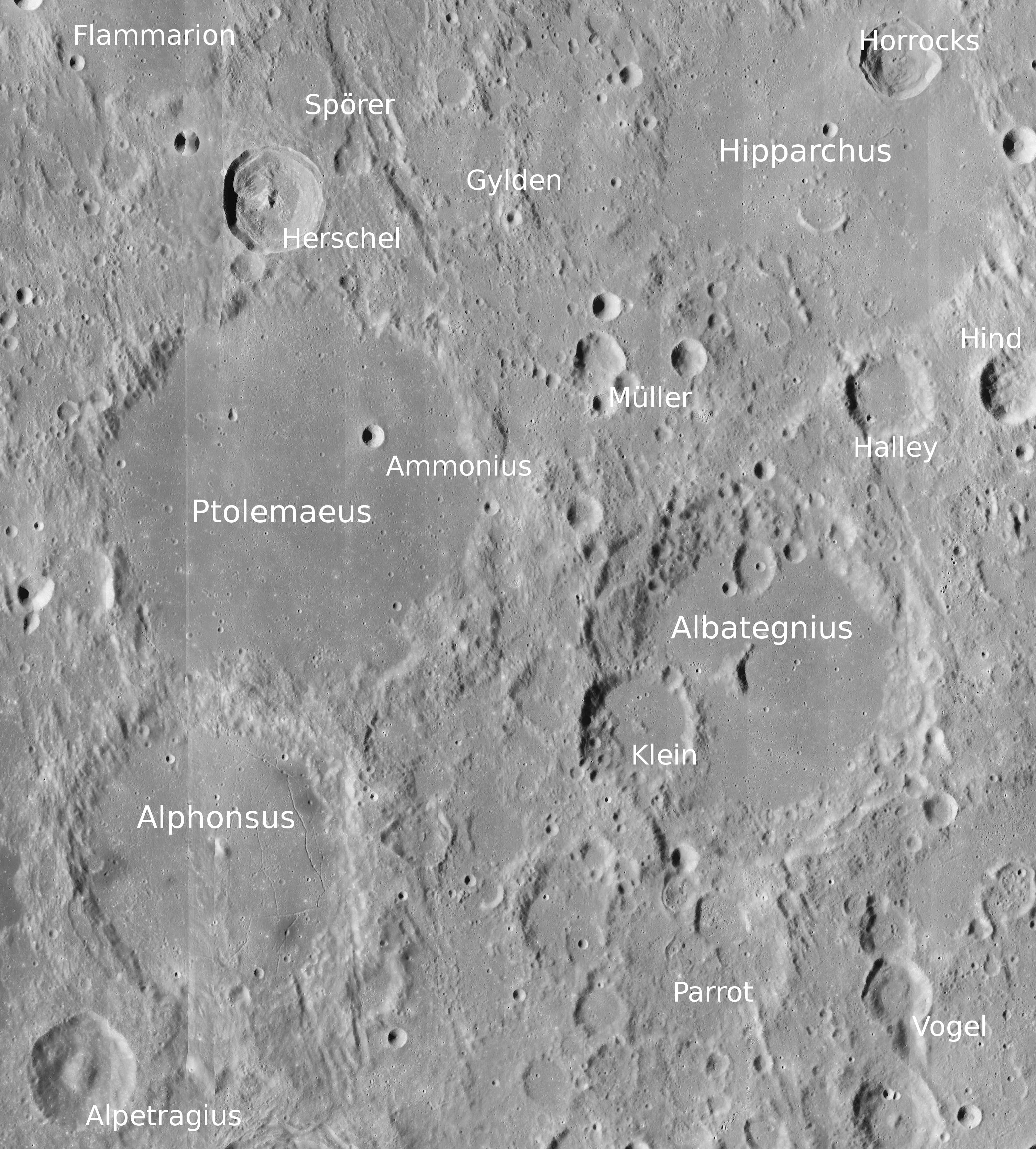
Poloha kráteru Vogel (v pravém dolním rohu fotografie).

Vogel je měsíční impaktní kráter nacházející se na přivrácené straně Měsíce v pevninské oblasti s množstvím kráterů východně od Mare Nubium (Moře oblaků). Má průměr 27 km a hloubku 2,8 km, pojmenován je podle německého astronoma Hermanna C. Vogela.
Leží v řetězci kráterů (postupně od severu) Vogel, Argelander, Airy. Severo-severozápadně leží rozlehlý starý kráter Albategnius.

## Satelitní krátery
V okolí kráteru se nachází několik menších kráterů. Ty byly označeny podle zavedených zvyklostí jménem hlavního kráteru a velkým písmenem abecedy.
| Vogel | Sel. šířka | Sel. délka | Průměr |
| ----- | ---------- | ---------- | ------ |
| A     | 14.1° J    | 5.6° V     | 9 km   |
| B     | 14.4° J    | 5.7° V     | 22 km  |
| C     | 14.1° J    | 5.3° V     | 10 km  |